# مدينة ليا الصناعية (بير يوسفيان)
مدینة لیا الصناعیة (بالإنجليزية: Shahrak-e Sanati-ye Lia)‏ هي منطقة سكنية تقع في إيران في قسم بیر یوسفیان الریفي. يقدر عدد سكانها بـ 91 نسمة .